# Université polytechnique Hauts-de-France
L’université polytechnique Hauts-de-France (UPHF), nommée université de Valenciennes et du Hainaut-Cambrésis jusqu'en 2018, est une université française pluridisciplinaire située à Famars (Nord), dans les Hauts-de-France.

## Histoire

### 1962: création au sein de l'université de Lille
En 1962, s'ouvre un IUT en génie mécanique.
En 1964, une antenne de la faculté des sciences de Lille est créée à Famars. Les premières matières enseignées sont la mécanique, la métallurgie et la chaudronnerie.
En 1966 est créé un collège scientifique universitaire de Valenciennes : ce centre dépend totalement de l'université de Lille. Le CSU est installé dans des locaux provisoires boulevard Saly à Valenciennes, et dispense des enseignements en mathématiques, physique et chimie correspondant dans un premiers temps aux deux premières années des DEUG MP et PC.
En 1969, dans le mouvement de l'évolution de l'université de Lille qui se divise en trois universités, le collège universitaire de Valenciennes se transforme en centre universitaire à part entière.
En 1970 est créé un collège littéraire universitaire langues et arts.

### 1978: création de l'université de Valenciennes
C'est en 1978 que ce collège universitaire devient une université de plein exercice.
L’université de Valenciennes devient l'université polytechnique Hauts-de-France en 2019, avec le statut d’établissement public expérimental. La fusion de l’école nationale supérieure d'ingénieurs en informatique, automatique, mécanique, énergétique et électronique (ENSIAME), de l’institut des sciences et techniques de Valenciennes (ISTV), et de la faculté des sciences et métiers du sport (FSMS), composantes de l’université de Valenciennes créé l’Institut national des sciences appliquées Hauts-de-France, établissement composante de l’université polytechnique Hauts-de-France. Le deuxième pôle est l'Institut Sociétés et Humanités. Cette organisation est inspirée de l’École polytechnique fédérale de Lausanne.

### 2019: rapprochement avec l'Université catholique de Lille
Le 13 septembre 2019, le conseil d’administration de l’université approuve la signature d’une convention avec les facultés de l'Université catholique de Lille (ICL). Le président de l'UPHF Abdelhakim Artiba précise vouloir « porter des projets, sans aucune exclusivité, en particulier sur la dimension pédagogique. Nous n’allons pas fusionner, puisque nous sommes un organisme d’État et que la Catho est privée ».
En octobre 2019, le président-recteur de l'Université catholique de Lille Pierre Giorgini déclare envisager de créer un établissement commun avec l'université polytechnique Hauts-de-France, tout en travaillant sur un projet d’université européenne.
Le 1er octobre 2020, un contrat est signé entre le Ministère de l'Enseignement supérieur, de la Recherche et de l'Innovation, l'université polytechnique Hauts-de-France (UPHF) et l'Université catholique de Lille (FUPL) portant la création d'une « Alliance universitaire polytechnique UPHF-FUPL »,.
En septembre 2021, l'université polytechnique Hauts-de-France crée l'École doctorale polytechnique Hauts-de-France avec l'Université catholique de Lille, dans le cadre de l'Alliance universitaire polytechnique Hauts-de-France initiée en 2020,.

### Liste des présidents
- Michel Moriamez de 1970 à 1975[15]
- Édouard Bridoux de 1975 à 1979[15]
- Noël Malvache de 1979 à 1986[15]
- Pierre Tison de 1986 à 1991[15]
- Claude Tournier de 1991 à 1996[15]
- Jean-Claude Angué de 1996 à 2000[15]
- Pascal Level de 2000 au 20 octobre 2005[15]
- Marie-Pierre Mairesse du 20 octobre 2005[15] à octobre 2010
- Mohamed Ourak d'octobre 2010 à juin 2016
- Abdelhakim Artiba depuis juin 2016[16], réélu en 2019[17]

## Structure
L’université polytechnique Hauts-de-France se découpe en plusieurs composantes. On trouve d’une part les composantes de formation, d'autre-part les composantes de recherche ou laboratoires. Ainsi, l’université est structurée de la manière suivante :

### Composantes de formation
- Institut national des sciences appliquées Hauts-de-France
- Institut Sociétés et Humanités 
  - Faculté de droit, d'économie et de gestion (FDEG)
  - Faculté des lettres, langues, arts et sciences humaines (FLLASH)
  - Institut d'administration des entreprises (IAE)
  - Institut de préparation à l'administration générale (IPAG)
- Institut universitaire de technologie de Valenciennes (IUT)

### Composantes de recherche
- Laboratoire LAMIH (Automatique, Mécanique, Informatique, Biomécanique), UMR CNRS 8201
- Laboratoire IEMN UMR CNRS 8520 site de Valenciennes[19]
- Laboratoire CERAMATHS (Matériaux céramiques & Mathématiques)
- Laboratoire LARSH (Sociétés & Humanités)

### Service commun de la documentation
Le service commun de la documentation de l'UPHF est composé de quatre bibliothèques universitaires (BU), présentes au Mont Houy, aux Tertiales, à Cambrai et à Maubeuge.
Elles proposent de la documentation pour la formation, la recherche et l'insertion professionnelle. Ces quatre BU sont gérées par quarante-six bibliothécaires. Chaque année, les bibliothèques de l'UPHF accueillent 255 000 entrées, prêtent 96 000 documents et forment 2 800 étudiants à la recherche d'information.
Chaque année, le site du Mont Houy accueille des expositions temporaires : en 2018, « 100 objets du monde… vus par les étudiants ».

## Campus
| \| Lille Arras Laon Beauvais Amiens Valenciennes Cambrai Maubeuge \| Campus de l'UPHF dans la région Hauts-de-France. Préfecture de région. Préfectures de département. |
| Lille Arras Laon Beauvais Amiens Valenciennes Cambrai Maubeuge |

L’université est localisée sur cinq campus à Valenciennes (« Mont Houy » et « Tertiales ») et sur Arenberg, Cambrai et à Maubeuge.
Son budget annuel est de 100 millions d'euros.
Le campus du Mont-Houy est doté de plusieurs installations sportives : deux gymnases, une salle de danse, un dojo, une salle de musculation, un stade et une piste d'athlétisme.

## Enseignement et recherche

### Formation
L'université dispose d'un établissement-composante, l'Institut National des Sciences Appliquées des Hauts-de-France. Il est né au 1er janvier 2020 de la fusion de 3 composantes de l'UPHF :
- École Nationale Supérieure d'Ingénieurs en Informatique, Automatique, Mécanique, Énergétique et Électronique (ENSIAME) ;
- Institut des Sciences et Techniques de Valenciennes - ISTV ;
- Faculté des Sciences et des Métiers du Sport - FSMS.

L'université dispose depuis septembre 2021 d'une école doctorale, l'École doctorale polytechnique Hauts-de-France créé avec l'Université catholique de Lille, dans le cadre de l'Alliance universitaire polytechnique Hauts-de-France initiée en 2020,.

### Relations internationales
L'université accueille chaque année environ 1200 étudiants venus de l'étranger, comme l'a été par exemple Pauline Eyebe Effa, une enseignante, économiste et entrepreneure camerounaise.
En 2017, elle met à l'honneur le Canada, dans l'optique de renforcer son positionnement à l'international.

## Vie étudiante

### Évolution démographique
Évolution démographique de la population universitaire
| 1986  | 1987  | 1988  | 1989  | 1990  | 2000   | 2001   | 2002   | 2003   |
| ----- | ----- | ----- | ----- | ----- | ------ | ------ | ------ | ------ |
| 5 250 | 5 363 | 5 788 | 6 644 | 7 614 | 11 102 | 10 621 | 10 402 | 10 501 |

| 2004   | 2005   | 2006   | 2007  | 2008   | 2009   | 2010   | 2011   | 2012   |
| ------ | ------ | ------ | ----- | ------ | ------ | ------ | ------ | ------ |
| 10 840 | 10 387 | 10 229 | 9 911 | 10 006 | 10 509 | 10 186 | 10 051 | 10 110 |

| 2013   | 2014   | 2015   | 2016   | 2017   | 2018   | - | - | - |
| ------ | ------ | ------ | ------ | ------ | ------ | - | - | - |
| 10 243 | 10 369 | 10 849 | 11 361 | 11 878 | 12 111 | - | - | - |

### Vie associative
Il existe plusieurs associations étudiantes qui ont pour but de faire vivre le campus à travers différents événements.
Ces associations mettent en place des animations culturelles et sportives, des soirées à thèmes et Zinzins, des intégrations et voyages, la vente de vêtements à l’effigie de la filière, gèrent des services de restauration, peuvent fournir des compléments aux cours et peuvent organiser des galas de fin d’années.
Elles possèdent généralement un local, le but étant de faire de celui-ci un véritable lieu d’échanges et de rencontres.
La plupart des associations étudiantes de Valenciennes sont regroupés au sein de la fédération des étudiants de Valenciennes (FEV). Actuellement[Quand ?], la FEV regroupe 17 associations dites « de filières ».

### Association des anciens
L'université dispose de plusieurs associations d'anciens étudiants souvent associées aux cursus de l'étudiant :
- AV-VAL : association des diplômés en audiovisuel de l'université de Valenciennes[40] ;
- l'association des anciens étudiants de la Faculté de Droit[41].